# 克鲁格国家公园
克魯格國家公園（英語：Kruger National Park）是南非的國家公園，佔地19,485平方（7,523平方英里），是非洲最大的自然保護區之一。它是以南非共和國總統保罗·克鲁格名字命名。

## 历史
成立於1926年5月31日，成为南非的第一个国家公园。公园区域首次由南非共和国政府于1898年保护，公园内有九个大门，能进入不同的营地。西面和南面是林波波省和普馬蘭加省，北鄰津巴布韦，東接莫桑比克，它从北到南延伸360（220英里），从东到西延伸65（40英里）。行政管理总部设在斯库库扎。现在它是大林波波河跨界公园的一部分，链接了克留格爾国家公园与在津巴布韦戈納雷若國家公園，和在莫桑比克的林波波国家公园。

## 圖片

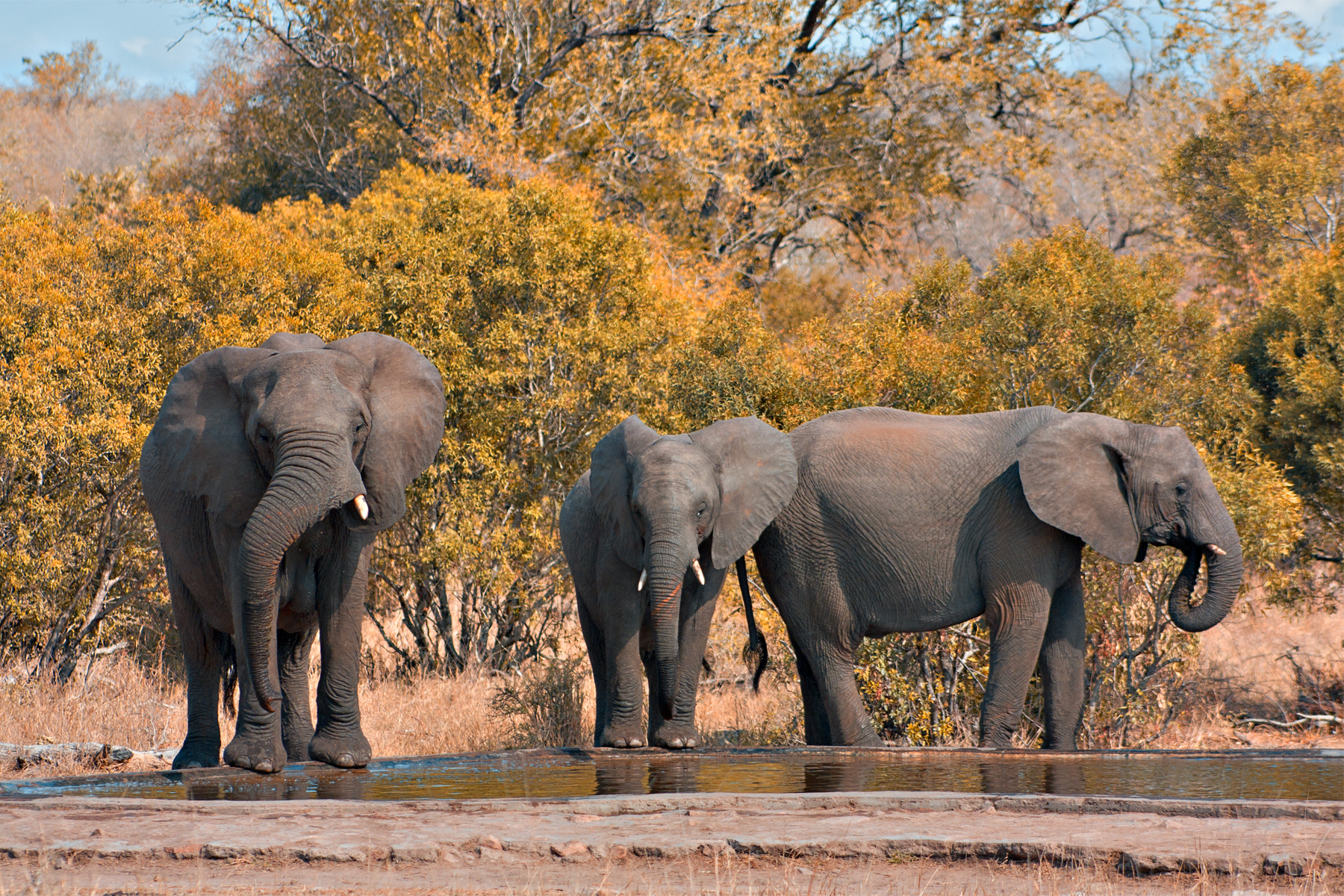
在一个人造水溏的大象一家
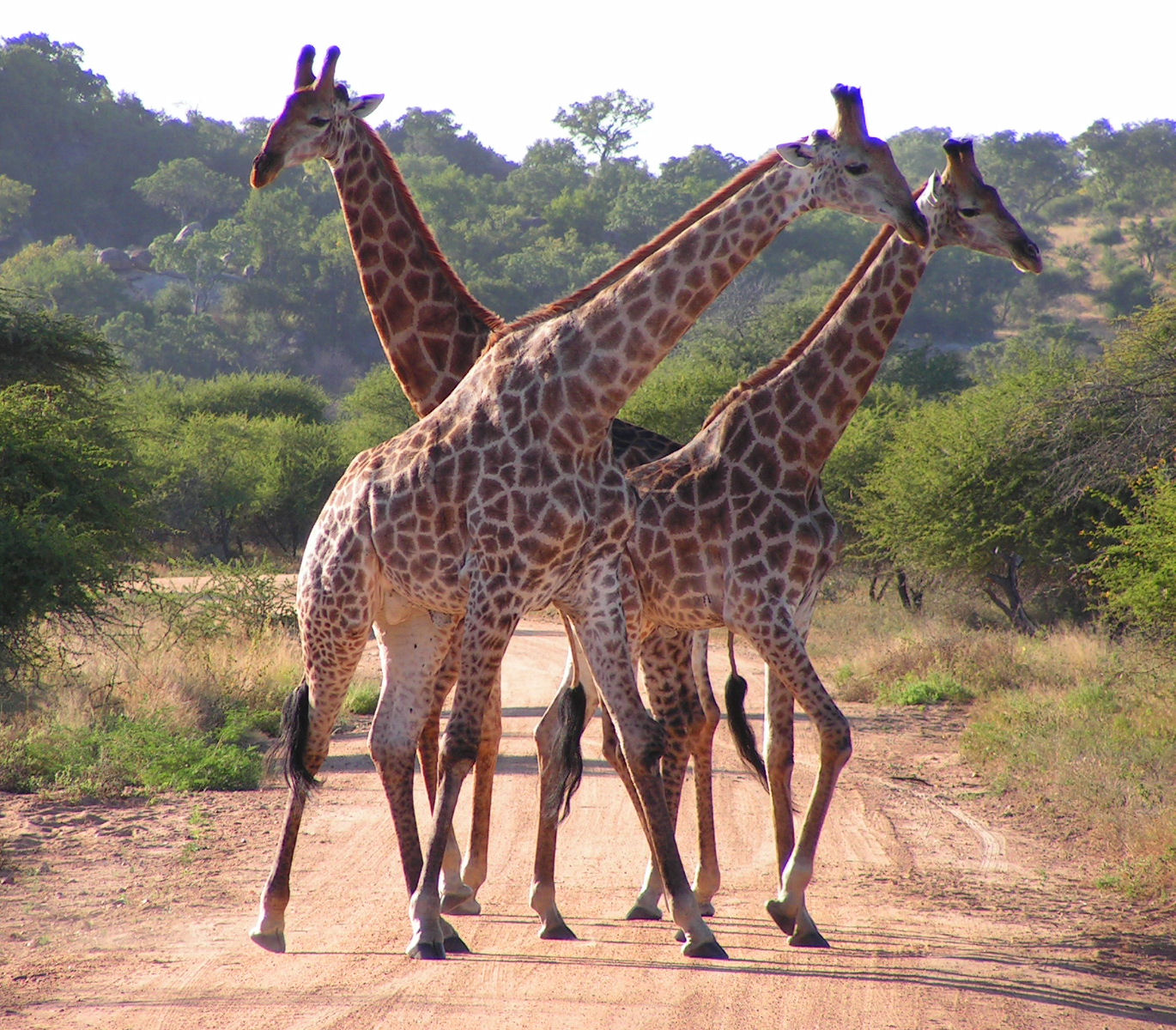
雄长颈鹿打架
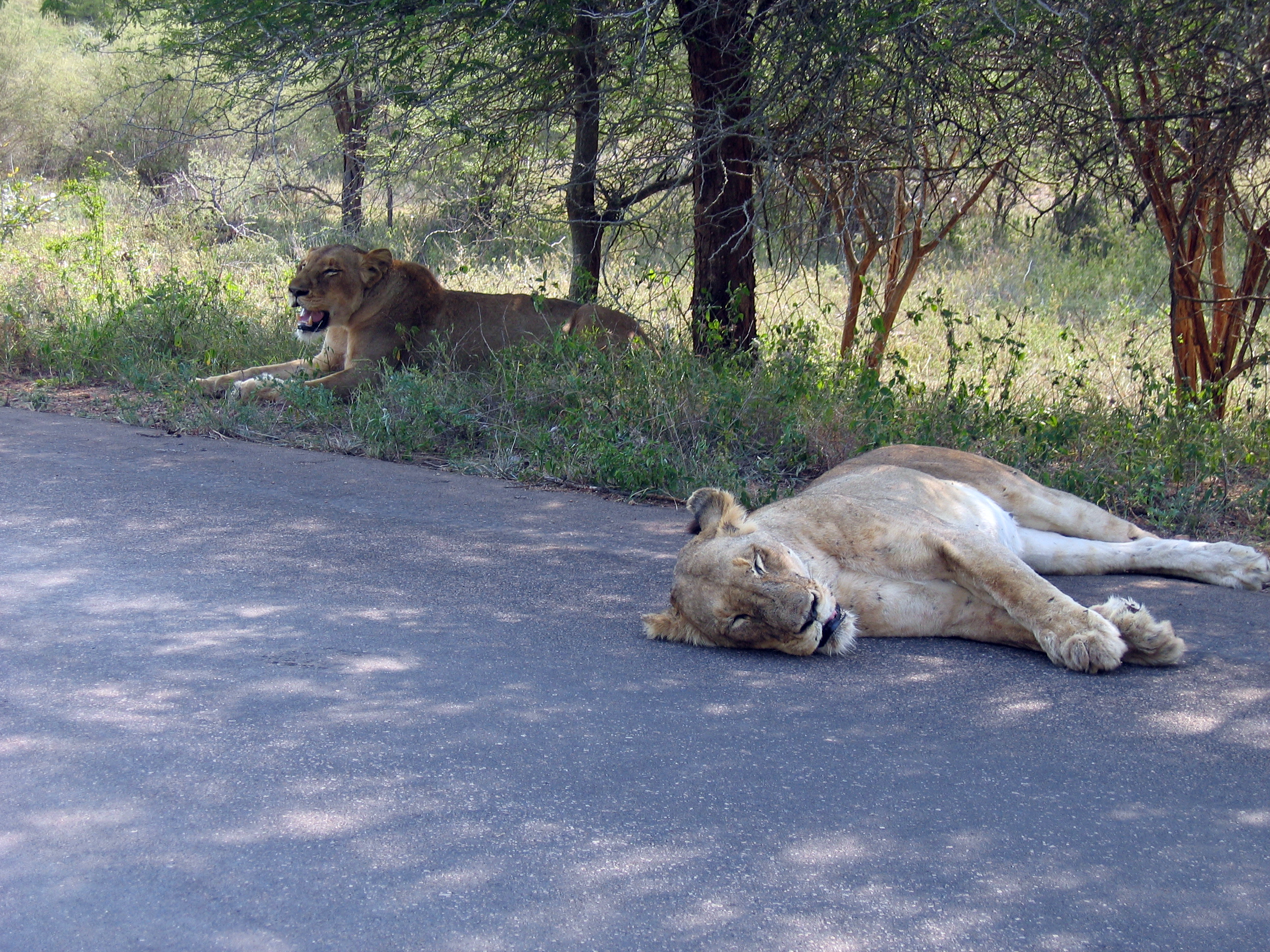
两个母狮捕猎未果后在休息
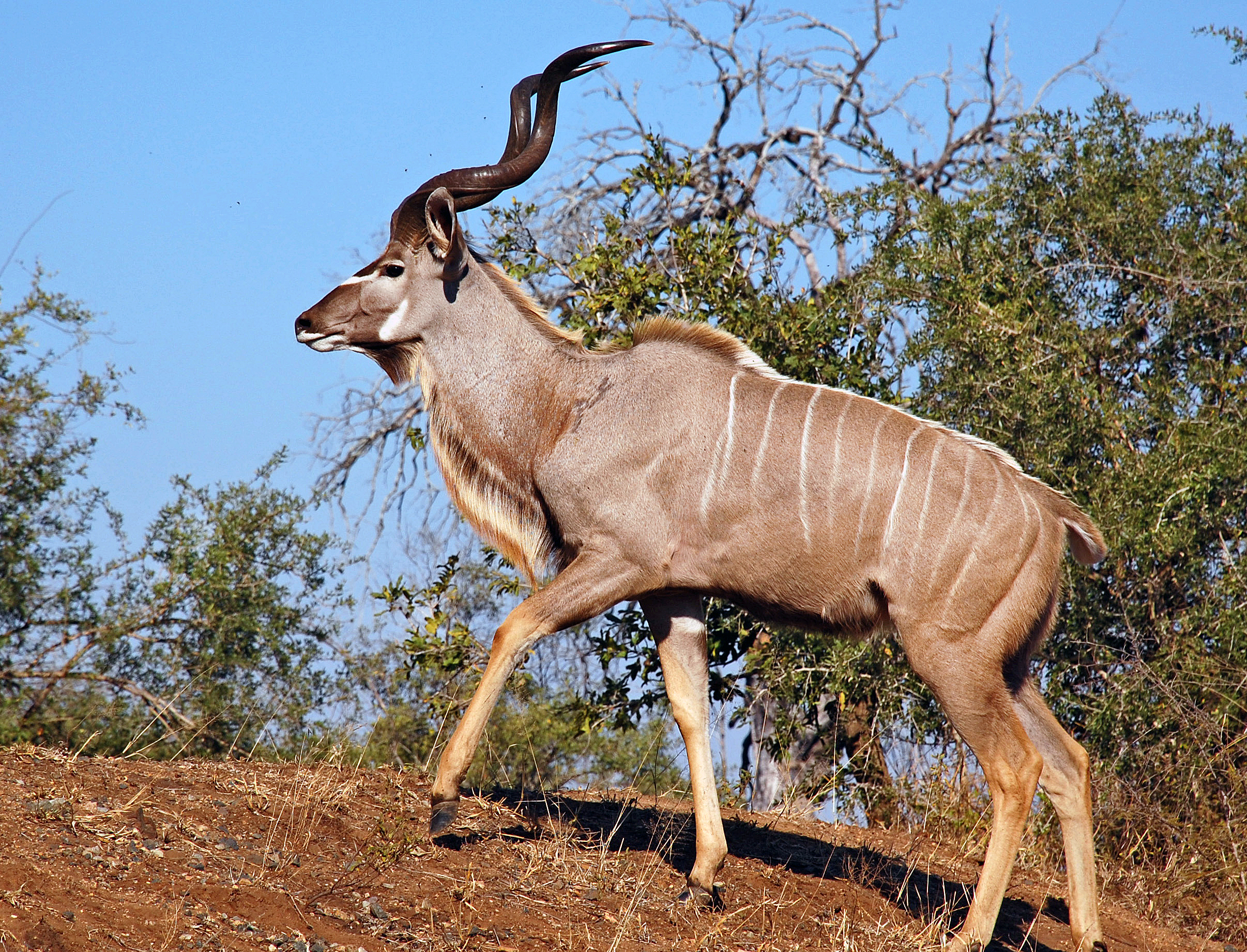
大扭角林羚公羚
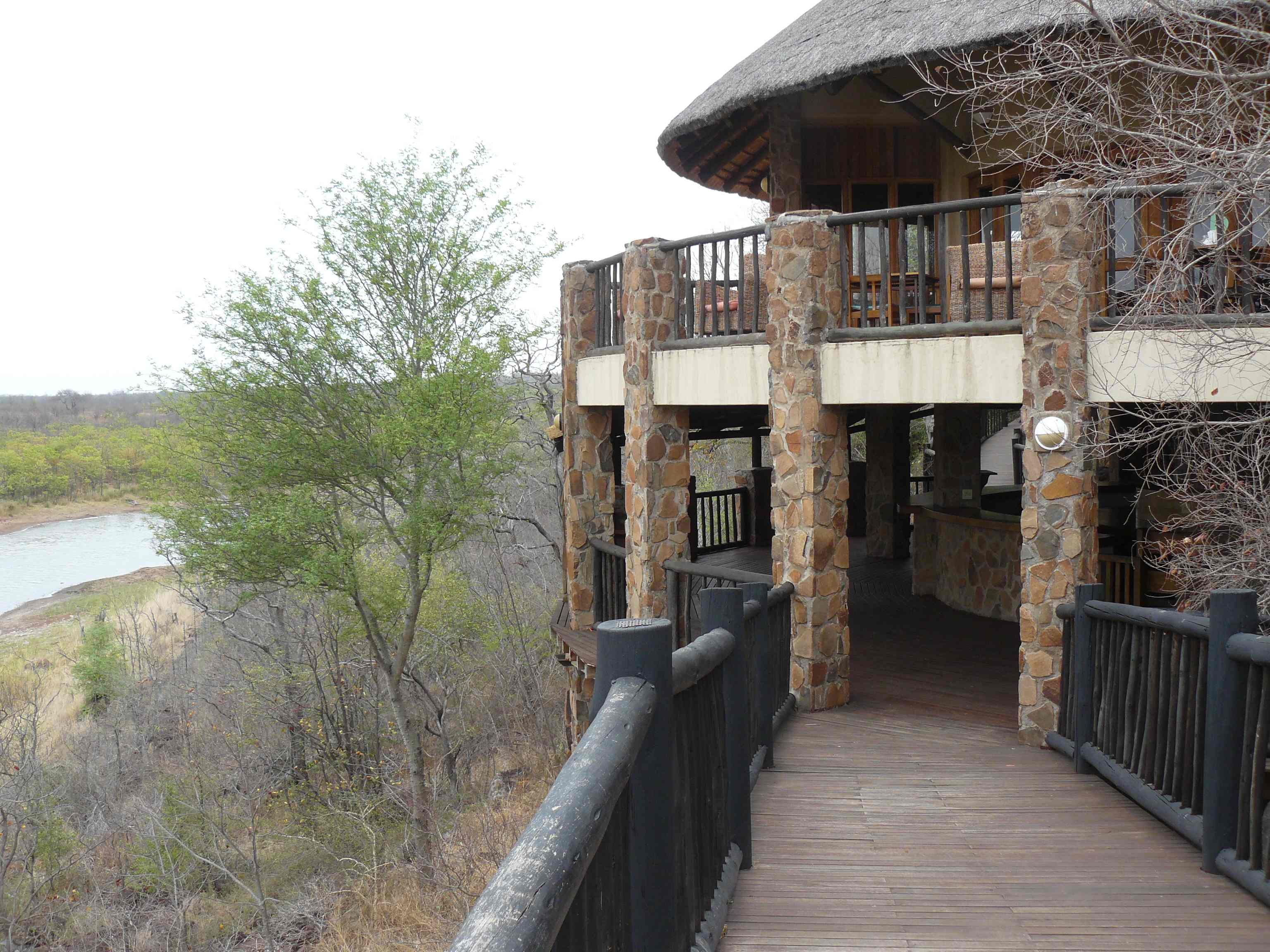
水坝
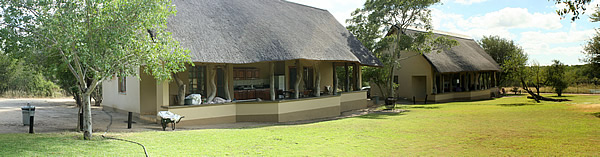
露营地
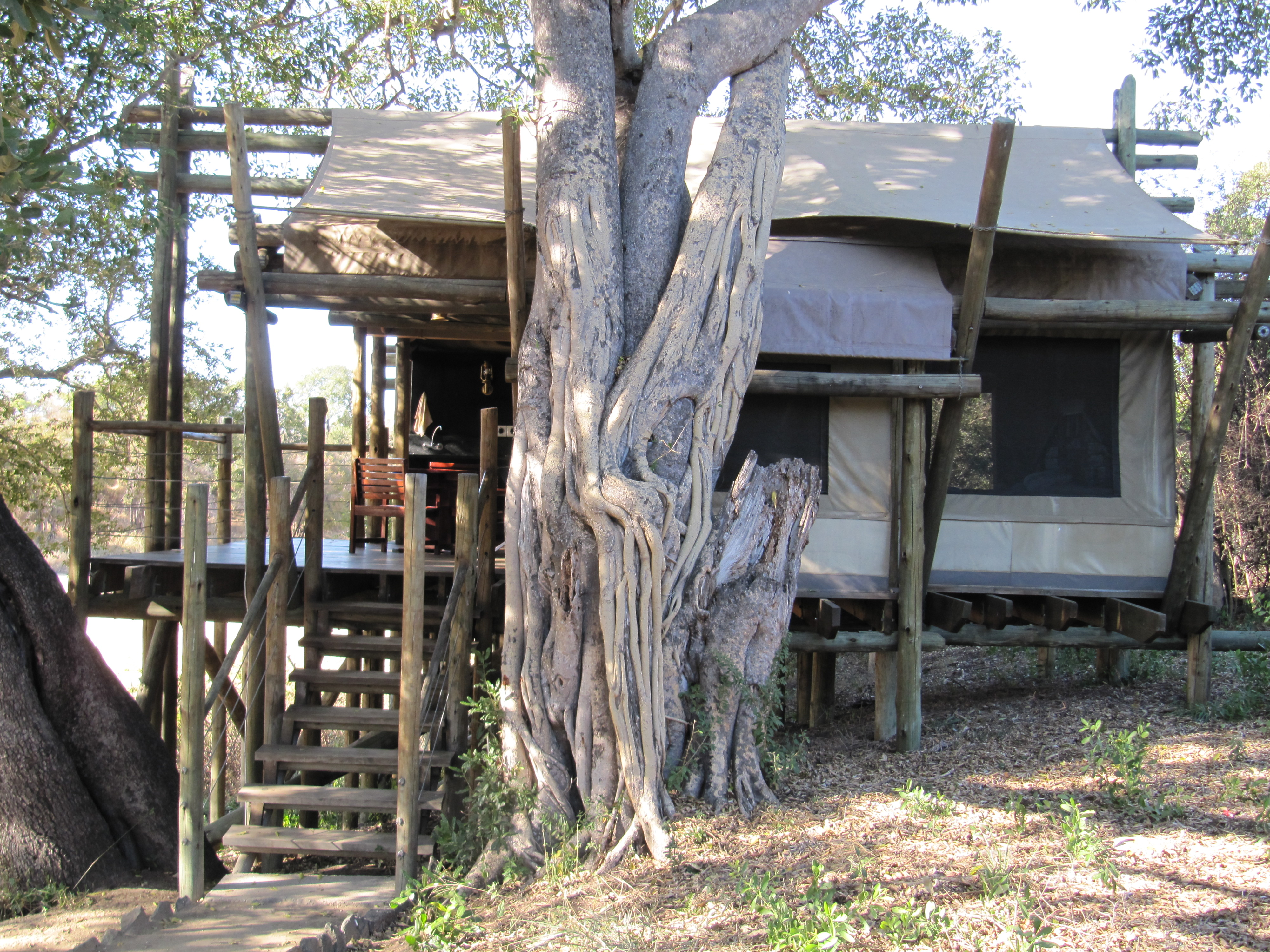
帐篷露营地

## 外部連結
- South African National Parks official website（页面存档备份，存于）
  - Kruger National Park official website（页面存档备份，存于）
  - Map of Kruger National Park （页面存档备份，存于）
  - Webcams in the Kruger （页面存档备份，存于）